# Alexander Williams
Alexander Williams (* 15. August 1996 in Hamburg) ist ein deutscher Handballspieler.

## Karriere
Williams spielte in seiner Jugend beim TSV Altenholz, bevor er 2010 zum THW Kiel wechselte. In der Saison 2014/15 lief er für die zweite Mannschaft der Kieler in der 3. Liga auf. Daneben gehörte der 1,87 Meter große Rückraumspieler zum Kader der Zebras für die EHF Champions League, wo er am 15. Februar 2015 bei seinem ersten Einsatz  gegen den mazedonischen Verein RK Metalurg Skopje zwei Tore erzielte. Zur Saison 2015/16 unterschrieb Williams einen Zweijahresvertrag beim THW, für den er in der Handball-Bundesliga spielte. Daneben besaß er ein Zweitspielrecht für die Drittliga-Mannschaft des TSV Altenholz. Ab der Saison 2019/20 spielte er beim Drittligisten Mecklenburger Stiere Schwerin. Im Februar 2021 beendete Williams seine Karriere.
Williams entschloss sich im März 2022 seine Karriere fortzusetzen und unterschrieb einen Vertrag beim Drittligisten Oranienburger HC.